# Mihăilești
Mihăilești este un oraș în județul Giurgiu, Muntenia, România, format din localitatea componentă Mihăilești (reședința), și din satele Drăgănescu, Novaci și Popești. Are o populație de 7.923 locuitori.

## Așezare
Orașul se află în estul județului, la limita cu județul Ilfov, pe malul drept al râului Argeș, acolo unde acesta formează lacul de acumulare Mihăilești. Este străbătut de șoseaua națională DN6, care leagă Bucureștiul de Alexandria. La Mihăilești, acest drum se intersectează cu șoseaua județeană DJ412A, care îl leagă spre nord-vest de Buturugeni, Grădinari, Ogrezeni și Bolintin-Vale, și spre sud-est de Adunații-Copăceni (unde se termină în DN5).

## Demografie
Componența etnică a orașului Mihăilești
     Români (84,34%)
     Romi (2,18%)
     Alte etnii (0,32%)
     Necunoscută (13,16%)
Componența confesională a orașului Mihăilești
     Ortodocși (84,81%)
     Alte religii (1,34%)
     Necunoscută (13,85%)
Conform recensământului efectuat în 2021, populația orașului Mihăilești se ridică la 7.760 de locuitori, în scădere față de recensământul anterior din 2011, când fuseseră înregistrați 7.923 de locuitori. Majoritatea locuitorilor sunt români (84,34%), cu o minoritate de romi (2,18%), iar pentru 13,16% nu se cunoaște apartenența etnică. Din punct de vedere confesional, majoritatea locuitorilor sunt ortodocși (84,81%), iar pentru 13,85% nu se cunoaște apartenența confesională.
|  | Graficele sunt indisponibile din cauza unor probleme tehnice. Mai multe informații se găsesc la Phabricator și la wiki-ul MediaWiki. |

Date: Recensăminte sau birourile de statistică - grafică realizată de Wikipedia

## Politică și administrație
Orașul Mihăilești este administrat de un primar și un consiliu local compus din 15 consilieri. Primarul, Adrian-Gabriel Gâjâilă[*], de la Partidul Național Liberal, este în funcție din 1 noiembrie 2024. Începând cu alegerile locale din 2024, consiliul local are următoarea componență pe partide politice:
|  | Partid                    | Consilieri | Componența Consiliului | Componența Consiliului | Componența Consiliului | Componența Consiliului | Componența Consiliului | Componența Consiliului | Componența Consiliului | Componența Consiliului | Componența Consiliului |
|  | ------------------------- | ---------- | ---------------------- | ---------------------- | ---------------------- | ---------------------- | ---------------------- | ---------------------- | ---------------------- | ---------------------- | ---------------------- |
|  | Partidul Național Liberal | 9          |                        |                        |                        |                        |                        |                        |                        |                        |                        |
|  | Partidul Social Democrat  | 6          |                        |                        |                        |                        |                        |                        |                        |                        |                        |

## Istorie
La sfârșitul secolului al XIX-lea, Mihăilești avea statut de comună rurală ce făcea parte din plasa Câlniștea a județului Vlașca și era formată din satele Mihăileștii de Jos, Mihăileștii de Sus, Tufele, Băneasa și Costieni cu 1892 de locuitori. În comună existau trei biserici și o școală mixtă cu 61 de elevi (dintre care 11 fete). La acea vreme, pe teritoriul actual al comunei mai funcționau în aceeași plasă și comunele Novaci și Popești, formate fiecare doar din satul de reședință. Comuna Novaci avea 683 de locuitori, o biserică și o școală cu 40 de elevi (dintre care 10 fete). Comuna Popești avea 796 de locuitori, o biserică și o școală mixtă cu 26 de elevi.
Anuarul Socec din 1925 consemnează comunele în plasa Argeșul a aceluiași județ. Comuna Mihăilești avea 2424 de locuitori în satele Costieni, Mihăileștii de Sus și Mihăileștii de Jos. Comuna Novaci avea 1286 de locuitori, iar comuna Popești — 1118. În 1931, comuna Popești s-a desființat, satul Popești trecând la comuna Novaci, iar comuna Mihăilești era alcătuită din satele Mihăilești și Tufa-Costieni.
În 1950, comuna Mihăilești a devenit reședința raionului Mihăilești din regiunea București, din care făcea parte și comuna Novaci. În 1952 raionul a fost desființat, comunele fiind arondate raionului Drăgănești-Vlașca din aceeași regiune. În 1968, ele au trecut la județul Ilfov. Tot atunci, a fost desființată comuna Novaci, satele ei trecând la comuna Mihăilești. A fost desființat și satul Tufa-Costieni, comasat cu Mihăilești. În 1981, o reorganizare administrativă regională a dus la transferarea comunei la județul Giurgiu. Comuna Mihăilești a primit statut de oraș în 1989.

## Monumente istorice

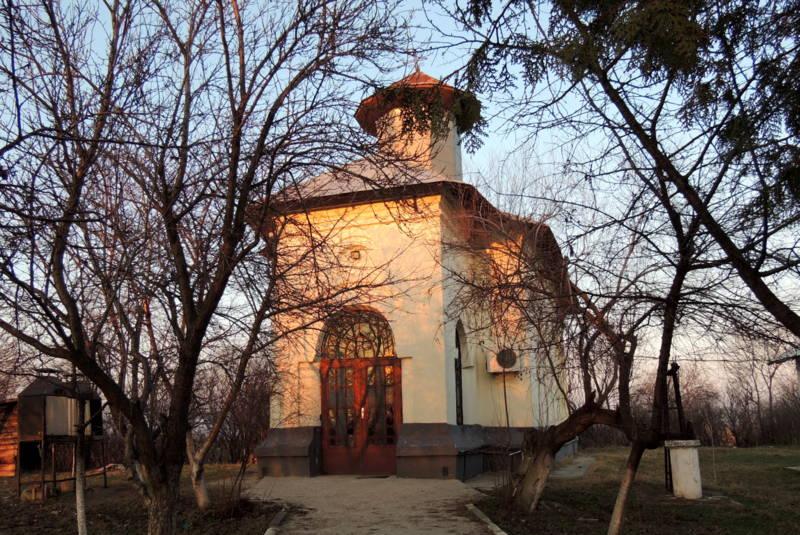
Biserica „Adormirea Maicii Domnului” din Novaci, monument istoric

În orașul Mihăilești se află patru monumente istorice de interes național. Unul este situl arheologic al cetății dacice Argedava (perioada Latène), aflată „la Nucet” (la nord de satul Popești). Alte trei biserici de pe teritoriul orașului sunt clasificate la nivel național ca monumente istorice de arhitectură: biserica „Sfinții Voievozi” (1714) din Mihăilești; biserica „Adormirea Maicii Domnului” (secolul al XVIII-lea) din Novaci; și biserica „Sfânta Treime” (1688–1689) din Popești.
În rest, alte opt obiective din oraș sunt incluse în lista monumentelor istorice din județul Giurgiu ca monumente de interes local. Două sunt situri arheologice — situl de la „biserica Tufa-Costieni”, unde s-au găsit urmele unor așezări din Epoca Bronzului Timpuriu (cultura Glina III și Tei) și din perioada Latène (secolele al III-lea–I î.e.n.);  necropola tumulară geto-dacică descoperită la ieșirea din Popești, pe partea stângă a drumului spre Novaci. Celelalte șase sunt clasificate ca monumente de arhitectură: biserica „Sfântul Nicolae” (1870) din Drăgănescu; casa Maria Călin (1920); casa Marin Matei (1927); casa Maria State (1931), ultimele trei din Novaci; conacul Călinescu (începutul secolului al XX-lea) din Mihăilești; școala veche (1900), astăzi grădiniță, din nordul satului Popești.